# Soldatengeschichten aus aller Welt
Soldatengeschichten aus aller Welt war eine deutsche Heftromanserie im Mittelformat. Sie erschien von Ende 1957 bis 1964 in 202 Bänden im Münchner Moewig-Verlag. Der Titel wurde 1961 ab Band 131 in Soldaten- und Fliegergeschichten aus aller Welt geändert, da die seit 1953 erscheinende Reihe Fliegergeschichten eingestellt und in die neue Serie integriert wurde. Wie Der Landser waren die Soldatengeschichten indirekt eine Fortschreibung älterer deutscher Heftromanserien wie Unter deutscher Flagge oder die Kriegsbücherei der deutschen Jugend. Von 1959 bis 1961 erschien in 47 Ausgaben die Nebenserie Soldatengeschichten Sonderbände.

## Themen, Autoren, Illustrationen
Im Gegensatz zum parallel im Pabel-Verlag in Rastatt erscheinenden Landser, in dem nur Themen des Zweiten Weltkriegs behandelt wurden, umfasste das Spektrum der Soldatengeschichten auch Darstellungen zu Konflikten ab der Mitte des 19. Jahrhunderts:
- Amerikanischer Bürgerkrieg (Sezessionskrieg)
- Deutsch-Französischer Krieg
- Erster Weltkrieg
- Spanischer Bürgerkrieg
- Koreakrieg (Die tödlichen Hügel – US Infanterie in Korea, Bd. 35),
- Israelischer Unabhängigkeitskrieg (Palästinakrieg) (Rolf O. Becker: Das Schwert der Wüste. Vom Kampf Israels gegen die Araber, Bd. 37),
- Algerienkrieg (René Darlan: Bitterer Sieg. Deutsche Fremdenlegionäre auf verlorenem Posten in Nordafrika, Bd. 118, 1960).
- Indochinakrieg (Ralph de LaForest: Posten D 49 antwortet nicht. Der "schmutzige Krieg" in den Dschungeln Indochinas, Bd. 107, 1960).
- Kubanische Revolution (Rolf O. Becker: Eviva Cuba, eviva Fidel Castro, Bd. 61, 1959).

Einige Ausgaben waren möglicherweise Übersetzungen offensichtlich US-amerikanischer Autoren. Über die deutschen Verfasser ist bislang nichts bekannt; als wichtigster Autor signierte Rolf O. Becker; möglicherweise ein Sammel- oder Verlagspseudonym. Die farbigen Titelillustrationen stammten sämtlich von Johnny Bruck, der ab 1961 parallel die Perry-Rhodan-Serie gestaltete.

## Ausgaben
1. Bernd Norwig: Panzer für Kreta. Das Husarenstück deutscher Pioniere und Panzer
2. Wilhelm Wolfslast: Kampf an der Ugra. Deutsche Soldaten auf verlorenem Posten im russischen Winter
3. Herbert Eschbach: Tobruk – Kilometer 31. Das deutsche Afrikakorps im Kampf um Tobruk
4. Ferdinand Ludwig: Brücke im Nebel. Die große Panzerschlacht in Frankreich
5. Axel Eggen: Panzer am Feind. Ein waghalsiges Unternehmen an der Ostfront
6. Rolf O. Becker: Rommels Fremdenlegionäre. Eine Truppe, von deren Einsatz nur wenige wussten
7. Armin Relling: Kampf um Apenninhöhe 711
8. Ferdinand Ludwig: Durchbruch in die Freiheit
9. Günther Lampert: Fern bei Sedan … Der ritterliche Kampf deutscher Infanteristen
10. Rolf O. Becker: Tag Dora, Stunde H. Beginn der Invasion – von der anderen Seite gesehen
11. Armin Relling: Elf Mann stoppen eine Offensive
12. Günther Lampert: Die Fieseler-Storch-Stuka. Der Bericht einer seltenen Waffenkameradschaft
13. Herbert Eschbach: Die Helden vom Halfayapass. Die größte Panzerschlacht vom Balkan
14. Günther Lampert: Der Millionenbunker. Ein Handstreich deutscher Pioniere in Russland
15. Armin Relling: Strassenkampf in Korea. Eine Handvoll amerikanischer Infanteristen kämpfen um ihr Leben
16. Axel Eggen: Schlittenpatrouille Grönland. Deutsche Soldaten kämpfen in den Eiswüsten der Arktis
17. Herbert Eschbach: Abenteuer in der Cyrenaika. Gefahrvoller Spähtrupp in der Libyschen Wüste
18. Wilhelm Wolfslast: Guderians entscheidender Panzerdurchbruch. Deutsche Panzer gegen die Maginot-Linie
19. Ferdinand Ludwig: Unternehmen Heimat. Die Geschichte einer abenteuerlichen Flucht
20. Helmuth Karschkes: Fahrt ins Ungewisse. Deutscher Panzerspähtrupp in der Tereksteppe
21. Rolf O. Becker: Der Sprung ins Leere. Deutsche Fallschirmjäger in Norwegen
22. Lothar Lerg: Nacht im Niemandsland. Stoßtrupp bei harten Abwehrkämpfen in Ungarn
23. Stefan Leuchtenberg: Der Marsch zur Höhe 307
24. Volker Nerbuch: Die Hölle von Dien Bien Phu. Fremdenlegionäre kämpfen in der Dschungelfestung Indochina
25. Roland Wald: Bunkerknacker Brex. Landser im russischen Kältewinter 1941/42
26. Helmuth Karschkes: Stosstrupp in der Bukowina. Der Weg eines deutschen Soldaten von Lettland bis Rumänien
27. Lothar Lerg: Good by, Jerry! Deutsche und amerikanische Landser zwischen den Fronten der Ardennenschlacht 1944
28. Ferdinand Ludwig: Leuchtkugeln am Mont Cenis. Ein gefährlicher Sonderauftrag in Italien
29. Wilhelm Wolfslast: Sturm auf den Elbrus. Deutsche Gebirgsjäger auf dem höchsten Gipfel des Kaukasus
30. Volker Nerbuch: Hölle im Pazifik. Die 2. US-Marine-Infanteriedivision stürmt die Insel Betlo im Tarawa-Atoll
31. F. L. John: Unternehmen "Neptun". Gebirgsjäger im Angriff gegen den Landekopf Noworossisk
32. John. Schulz: In Gambut war der Teufel los. Vom Einsatz eines deutschen Sonderkommandos in Afrika
33. Günther Lampert: Russenpanzer vor Sala. In Karelien: Deutsche Panzerbüchsen gegen T 34
34. Peter Paus: Kamerad 8,8. Schwerer Flakkampftrupp in der Kalmückensteppe
35. Axel Eggen: Die tödlichen Hügel. US-Infanterie in Korea
36. Will Torla: Spähtrupp Adlerhorst bitte melden. Panzerspähtrupp gegen russische Kavallerie
37. Rolf O. Becker: Das Schwert der Wüste. Vom Kampf Israels gegen die Araber
38. Joh. Schulz: Endrunde Tunis
39. Volker Nerbuch: Spanien in Flammen. Die deutsche Legion "Condor" im spanischen Bürgerkrieg
40. Gustav Kuhs: Vormarsch zur Düna. Sommer 1941 – die "Dom-Division" im Angriff an der Nordfront
41. John. Schulz: Heia Safari! Lettow-Vorbecks Schutztruppe kämpft in Ostafrika
42. Fred Nemis: Froschmänner greifen an. Deutsch-italienisches Sonderkommando gegen alliierte Landungsflotte im Hafen von Palermo
43. Leopold Kahlinger: Batterie Feuer! Die 373. Infanteriedivision gegen Tito-Truppen in Bosnien
44. Gerd Kessler: Reiterspähtrupp Hagedorn. Deutsche Kavallerie im Polenfeldzug
45. Hans Walter: Feldkornett Gieters reitet für Transvaal. Aus dem Burenkrieg in Südafrika
46. Andrés Elfeld: Tundrajäger. Schijäger im Niemandsland der Polarweiten
47. Joh. Schulz: Unternehmen "Zola"
48. J. P. Semper: Eingekesselt. Die Kesselschlacht von Uman, August 1941
49. Erich Elsnegg: Die Kompagnie Foullé. Französische Soldaten im blutigen Kampf gegen die Aufständischen in Algerien
50. Wolfgang Zietz: Königstiger greifen an. Die schwersten deutschen Panzer in Lothringen, Herbst 1944
51. Martin Wittig: Panzer, Pak und Grenadiere. Aus dem Russland-Feldzug im Herbst 1941 bei der Heeresgruppe Süd
52. Armin Relling: Sprung in den Dschungel. Handstreich amerikanischer Fallschirmjäger gegen eine japanisch besetzte Insel im Pazifik
53. Günther Lampert: Stabszahlmeister Schneider übernimmt das Kommando! Nachschubtruppen riegeln russischen Durchbruch ab
54. Ferdinand Ludwig: Attacke bei Sonnenuntergang. Der Todesritt von Vionville und Mars-la-Tour 1870/71
55. Joh. Schulz: Trommelfeuer am Longstop. Der letzte Riegel des Deutschen Afrikakorps in Tunesien fällt
56. Hans Reburg: Die Eroberung von Lüttich. Deutsche Soldaten nehmen die stärkste Festung im Ersten Weltkrieg ein
57. F. O. Lobethal: Der Ausbruch. Die "Bären-Division" von der Ukraine bis Stalingrad
58. Ferdinand Ludwig: Heute fällt Brüssel. Die Entschlusskraft eines deutschen Offiziers entscheidet eine ganze Panzerschlacht
59. Hans Reburg: Die Brücken von Nimwegen. Die entscheidende Tat deutscher Froschmänner
60. Rolf O. Becker: Eviva Cuba – Eviva Fidel Castro. Rebellen erkämpfen Kubas Freiheit
61. Martin Esser: Die Letzten der Kompanie. Deutsche Infanteristen sprengen den Einschließungsring südlich Newel
62. Rolf O. Becker: "Salve – Feuer!" Der amerikanische Bürgerkrieg – Nordstaaten gegen Südstaaten
63. Joh. Schulz: Duell in der Nacht. Britischer Panzerüberfall auf einen afrikanischen Flugplatz
64. Volker Nerbuch: Parole Lemberg. Die Sturmfahrt der 1. Gebirgsdivision im Polenfeldzug 1939
65. Ferdinand Ludwig: Sprengt alle Brücken! Französische Pioniere erleben den Westfeldzug im Mai 1940
66. Willie Hallock: Verschollen in Burma. Britisch-indische Truppen im Dschungelkampf gegen japanische Stosskolonnen
67. Ferdinand Ludwig: Der Feldmarschall mit dem Goldenen Verwundetenabzeichen. Walter Model bei Rshew und in den Ardennen
68. Arno Beckmann: Japaner stürmen Tsingtau. 3000 Deutsche gegen 60000 Japaner im Kampf um Kiautschou 1914
69. Karl P. Hehl: Drei Kameraden
70. Reinhold Greelen: Fertigmachen zum Gegenangriff. In der Hölle der Materialschlacht von Caen
71. Volker Nerbuch: Kampf um den Alcazar. 1000 Mann verteidigen eine Festung gegen zwölffache Übermacht im spanischen Bürgerkrieg
72. Armin Relling: Bis fünf nach zwölf. Ein deutscher Feldwebel zwischen eigener Verantwortung und Gehorsam
73. F. O. Lobethal: Munition nach vorn! Eine mutige Tat bringt die letzte Rettung
74. H. J. Korten: Sonder-Unternehmen Bagdad. Aktion deutscher Abwehr im Irak
75. Otto Zierl: Gasalarm am Isonzo. Deutsche und österreichische Truppen überrennen die italienische Alpenfront 1917
76. Werner Haupt: Panzerjäger bei Polozk. Russischer Massenangriff durchbricht deutsche Sicherungsstellung an der Düna
77. Axel Eggen: Die "Ledernacken". US-Marineinfanteristen, die Elitetruppe der Vereinigten Staaten, stürmen eine japanisch besetzte Insel im Pazifik
78. Ernst Graf: Wüstenratten. Im Kampf um Tobruk
79. Ferdinand Ludwig: Die Polarwölfe. Deutsche Landser auf verlorenem Posten in der Eiswüste Grönlands
80. Gustav Kuhs: Feldwebel Lohse und seine Männer. Französischer Panzerangriff in die Flanke stürmender Infanterie
81. Joh. Schulz: So fiel Bir Hachem. Das Ringen um die britische Festung in der Gazala-Linie Afrika-Feldzug 1942
82. Martin Wittig: 8 Tage eingeschlossen. Partisanenkämpfe unter Tito auf dem Balkan Frühjahr 1945
83. F. O. Lobetahl: Sender "Vulkan" antwortet nicht mehr. Im Dschungel der Spionage
84. Joh. Schulz: Angreifen! Versenken! Deutsche Kleinst-U-Boote fahren gegen die alliierte Nachschubflotte
85. Will Torla: Panzerspähtrupp klärt auf. Deutsche Vorausabteilung in den Kämpfen südwestlich Brjansk / Sommer 1941
86. Willie Hallock: Alarm! Sie kommen! Amerikanische Sturmtruppen landen an der Normandieküste
87. Ferdinand Ludwig: Flucht aus Sewastopol. Dramatischer Kampf russischer und deutscher Verwundeter um die Herrschaft auf einer Schwarzmeer-Fähre
88. Rolf O. Becker: Sie flogen gegen den Tod. Die aufopfernden Einsätze der deutschen Seenotflieger
89. Unbekannter Verfasser: Im geheimen Auftrag. Männer der Gespenster-Division "Brandenburg" zwischen den Fronten
90. F. L. John: Marsch der Giganten. Durchbruch durch den Kanal – Ein Husarenstück des Seekrieges
91. Will Torla: In der Hölle von Gory. Nördlich der Luga eingeschlossene Vorausabteilung meldet "Auftrag erfüllt – Brücke gesprengt!"
92. B. R. Lion: Gnadenloser Himmel. Luftschlacht über der Normandie – Jagdstaffel 4 im hoffnungslosen Kampf gegen alliierte Übermacht
93. Johann Krompass: Links von Cassino. Ein Häuflein deutscher Gebirgsjäger in einem exponierten Einsatz beim Kampf um den "Heiligen Berg"
94. Rolf O. Becker: Die Brücke von Przemysl. Eine Brücke öffnet einer ganzen Armee den Weg
95. Manfred Michler: Marschpapiere Heimat. Junge Französin und deutscher Oberleutnant retten auf abenteuerliche Weise 15 Kinder aus den Wirren des Krieges
96. Will Torla: Handstreich auf Oslo. An der Spitze deutscher Flottenstreitkräfte sinkt Schwerer Kreuzer "Blücher" im Kampf mit norwegischen Küstenbatterien
97. Peter Paus: "Sani, Ich bin verwundet!" Die aufopferungsvolle Tat des Sanitätsgefreiten Dietmann
98. Ferdinand Ludwig: Der schwarze Tag von Avranches. General Patton durchbricht mit der 3. US-Armee die deutsche Normandiefront
99. Werner Haupt: Die blaue Division. Die spanische Freiwilligen-Division kämpft eingeschlossenen deutschen Stützpunkt am Ilmensee frei
100. Hans Torsten: Ein Zug Panzergrenadiere. An der Invasionsfront bei Tilly gegen Engländer und Kanadier
101. Martin Esser: Das Dorf an der Rollbahn. Zwischen den Fronten schlägt sich Gefreiter Kassack mit 11 Versprengten zur Kompanie zurück
102. Johann W. Krompass: Frontbewährung! Vom Kriegsgericht verurteilt – zur Front kommandiert – gefallen beim Rückzug
103. Will Torla: Vorstoss auf Bear. Eine kleine ganz auf sich gestellte Kampfgruppe bahnt sich den Weg in den Rücken der Albanienfront
104. Rolf O. Becker: Truppenverbandplatz gehalten. Von der aufopfernden Hilfe der Ärzte und Sanitäter meldete kein Wehrmachtbericht
105. Hein Palmer: Menschenjagd in Arizona. Die abenteuerliche Flucht deutscher PWs durch die Gila-Wüste
106. Hans Torsten: Jäger gegen Bomber
107. Ralph de Laforest: Posten D49 antwortet nicht. Der "schmutzige Krieg" in den Dschungeln Indochinas
108. LOBETHAL, F. O. Die "Neunte" und ihr Leutnant. Fünf Wochen Abwehrschlacht zwischen Asow – und Schwarzem Meer
109. Ferdinand Ludwig: Bis vor die Tore Ägyptens. Die Rückeroberung der Cyrenaika durch den Überraschungsvorstoß des deutschen Afrikakorps
110. F. L. John: Strafbataillon nach vorn!
111. Hans Bertram: Sprung auf Kreta. Mitten in die englischen Stellungen springen die deutschen Fallschirmjäger ab – Mai 1941
112. F. O. Lobethal: Panzer von links! Sie waren die Ersten und Letzten am Feind – Eine deutsche Vorausabteilung beim Vor- und Rückmarsch in der Ukraine
113. Peter Paus: Budapest funkt SOS. Die Besatzung von Budapest ist eingeschlossen – und trotzdem bringen deutsche Boote auf dem Wasserweg der Donau Hilfe
114. Werner Haupt: Die Russen greifen an. Der packende Bericht von der Feuerhölle der 2. Ladogaschlacht
115. Rolf O. Becker: Des Teufels eigene Waffe. Die geheimnisvolle Minen in der Tsushima-Strasse
116. René Darlan: Bitterer Sieg. Deutsche Fremdenlegionäre auf verlorenem Posten in Nordafrika
117. F. O. Lobethal: Stützpunkt am Don. Von Sowjetdivisionen überrannt, erkämpft sich eine versprengte Gruppe Landser den Weg zu den eigenen Linien
118. Werner Kortwich: Von sechs Torpedos getroffen … Der japanische Riesenflugzeugträger Shimano in 15 Minuten von amerikanischem U-Boot versenkt
119. Gerd Kessler: Die verlorene Kompagnie. Im Dunkel der Nacht, in einsamen Wäldern lauert der Tod: Partisanen greifen an!
120. Rolf O. Becker: Weserübung-Nord
121. Ralph Brumme: 90 Tage Angst im Nacken. Die abenteuerliche Flucht einer deutschen Fernaufklärerbesatzung
122. Volker Reburg: Da hielt der Krieg den Atem an … Alliierte Landung auf Sizilien! Ein Deutscher und ein Amerikaner treffen sich als Gegner und werden Freunde
123. René Darlan: Vorwärts, Legionäre! Die Dremdenlegion war die letzte Station eines deutschen Russlandgefangenen auf dem Weg in die Heimat
124. Hans Torsten: Die Panzerschlacht von St. Lô. Das Ende der Panzerlehrdivision in der Normandie
125. Joh. Schulz: Kampf um Guadalcanal. Die Entscheidungsschlacht der amerikanischen und japanischen Flotte im Pazifik
126. Hans Bertram: Die "Grünen Teufel" an der Newa. Fallschirmjäger im Grabenkampf an der Nordfront
127. Will Torla: Sturm auf die Metaxas-Linie. Ein Eckpfeiler der griechischen Festungsfront wird gestürmt
128. Peter Paus: Das Fliegergeheimnis von Scampton. Der englische Luftangriff gegen die Möhne- und die Edertalsperre
129. Fritz Kessler: Die Eisnächte Kareliens. Kleinkrieg in der Waldwildnis an den Ufern des Ladoga-Sees
130. J. P. Semper: Sturm auf den Mont Blanc. Der letzte Kampf französischer und deutscher Gebirgsjäger auf den Eisfeldern des Mont Blanc
131. Gerhard H. Rudolf: Die gekaperte Ju 52. Handstreich französischer Widerstandskämpfer auf ein deutsches Kurierflugzeug
132. James Gant: Sergeant Max Dessler. Amerikanische Soldaten – gefangen in den japanischen Dschungelagern Burmas – Übersetzung
133. Helmut Lorenz: Deutschen Minenboot UC 14 in der Themsemündung. Die erste Feindfahrt eines deutschen U-Bootkommandanten vor der englischen Ostküste
134. H. von Derp: Auf verlorenem Posten in Abessinien. Deutscher Offizier führt italienische Askaris im abessinischen Kleinkrieg
135. Alex Buchner: Das Wunder von Remagen. Wie es trotz aller Vorbereitungen für die Sprengung dazu kam, dass die Brücke von Remagen unzerstört in die Hände der amerikanischen Streitkräfte fiel
136. Joh. Schulz: Fahrt ins Verderben
137. Gerhard H. Rudolf: Den Gegner im Fadenkreuz. Mit der Me 109 von Jugoslawien bis zur Ägäis
138. Leo West: Eingeschlossen bei Shitomir
139. Joh. Schulze: An Kommandant! Rauchwolken in 120-347
140. Axel Borcke: Die Partisanen von Lapitischi
141. Heinrich H. Bernig: Rommels Panzer greifen an. Das deutsch-italienische Afrikakorps im Einsatz gegen Elitetruppen des britischen Empire
142. Peter Paus: Aus der Luft torpediert
143. Gerhard H. Rudolf: Vor den Toren Moskaus
144. Benno Wagram: Tödliches Duell. Der verzweifelte Abwehrkampf deutscher Jagdflieger gegen eine erdrückende Übermacht an der Invasionsfront
145. Joh. Schulz: Befehl: Durchbruch
146. H. J. Korten: Höllische Tage und Nächte. Caen – ein Brennpunkt in der Normandie-Schlacht
147. Gerhard H. Rudolf: Schach den Geleitzügen. Der Einsatz der deutschen Luftwaffe im Eismeerraum
148. Ralph Lion: Die Letzten am Himmel. Der letzte Großangriff der deutschen Jagdflieger am Neujahrsmorgen 1945
149. H. Brämer: Flammen über Ostpreußen. Deutsche Landser retten einen Flüchtlingstreck
150. Joh. Schulz: Die Nachtschattenflotte. Deutsche Zerstörer und Schnellboote im Angriff gegen die alliierte Invasionsflotte
151. H. G. Richardi: Blinksignale an der Charleur-Bay. Fluchtversuch deutscher Marineoffiziere – und U 536 wartet am St.-Lorenz-Strom
152. H. Bernig: Montgomerys 8. Armee greift an. Deutsche Landser in der Entscheidungsschlacht des Afrikafeldzuges
153. Alex Buchner: Die letzten Vier des Bataillons. Der russische Durchbruch bei Baranow
154. Peter Paus: Britische Lancaster im Tiefangriff.
155. Dirk Hansen: Geleitzugroute Nordkap. Vorpostenboote sichern deutschen Nachschubverkehr im Nordmeer
156. Heinrich H. Bernig: Die grünen Teufel
157. Dietrich Köhr: Ihr letztes Unternehmen
158. Edmund Breslau: Mit den Augen des Adlers. Deutsche Fernaufklärer von den Orkneys bis nach Malta
159. Joh. Schulz: MG – Feuer frei! Rückzugskämpfe im westlichen Kaukasus
160. Benno Wagram: D-520 ruft Pharao. Der verwegene Einsatz einer deutschen Spionagegruppe in Frankreich
161. Joh. Schulz: Ihr verwegenster Streich. Fahrten und Ende des Bootes R 212
162. Dietrich Köhr: Der rettende Sprung. Abgeschossener amerikanischer Flieger auf abenteuerlichem Weg zu den eigenen Linien
163. Werner Kortwich: Fegefeuer Guadalcanal
164. Peter Paus: Die ersten Raketenjäger. Die Geschichte des bemannten Raketenflugs
165. G. H. Rudolf: Brückenkopf Nettuno. Die "Grünen Teufel" in der Schlacht um Anzio-Nettuno
166. Peter Paus: Der Tod aus den Wolken. Großangriff der deutschen Luftwaffe auf die britische Insel
167. Leo West: VB der 6. Batterie. Als Vorgeschobener Beobachter in der Winterschlacht 1942/1943
168. Fred Nemis: Deckname "Cesare Eins". Italienische Kampfschwimmer und deutsche Fallschirmjäger greifen einen alliierten Hafen an
169. Michael Sauer: Abgeschnitten … Mit einem Lazarettzug voll Verwundeter durch die feindlichen Linien
170. Helmut Lorenz: Bis zur letzten Granate. Kampf und Untergang des Schlachtschiffes "Bismark"
171. Udo Wolter: U 47. Günther Prien versenkt das Schlachtschiff "Royal Oak"
172. Peter Paus: Pioniere vor! Ein deutsches Panzerkorps im Oder-Kessel
173. Gustav Kuhs: Hexenkessel Lublin. Landser auf dem Rückzug zwischen Bug und Weichsel
174. Fred Nemis: Todesmarsch über den Ilmensee. Die spanische "Division Azul" Seite an Seite mit ihren deutschen Verbündeten an der Ostfront
175. Peter Paus: Unternehmen "Baby-Blitz". Die letzten Großangriffe deutscher Bomber gegen England
176. Leo West: Das Ende bei Kursk
177. Gerhard H. Rudolf: Zwischen Himmel und Meer. Die deutschen Lufttransporte über der Ägäis
178. Peter Paus: Noch einmal davongekommen
179. Gerhard H. Rudolf: Höllenfeuer über Caen. Luftkämpfe deutscher Me-Jäger über der Invasionsfront
180. Hans Brämer: Das war die Fomino-Höhe. 24 Tonnen Sprengstoff zerrissen die Fomino-Höhe – einen Brennpunkt des Mittelabschnitts im Osten
181. Benno Wagram: Angriff in 8000 Meter Höhe. Duell auf Leben und Tod zwischen deutschen Jägern und alliierten Bombern
182. Hans Ludwig Danitz: Sieben hinter der feindlichen Front
183. Rudolf, G. H. Nacht über Polen. Die deutsche Luftwaffe im Blitzfeldzug der 18 Tage
184. Leo West: Marschrichtung – Heimat! Aus den schweren Rückzugskämpfen zwischen Weichsel und dem Erzgebirge
185. Alex Buchner: Männer gegen Beton und Stahl. Die 215. Infanteriedivision erzwingt 1940 den Durchbruch durch die Maginot-Linie
186. Ferdinand Ludwig: Der letzte Mann der Kompagnie. Der Zusammenbruch der deutschen Front in Südfrankreich
187. Peter Henn: Der Flug der tausend Meilen. Ein Ruhmesblatt in der Geschichte der britischen Luftwaffe
188. Leo Brav: Auf dem Weg nach Moskau. Mit der 19. Panzerdivision durch Regen, Nässe und Schlamm bis vor die Tore der russischen Hauptstadt
189. Peter Paus: Graue Wölfe greifen an. Die letzte große U-Boot-Schlacht im Atlantik
190. Axel von Borcke: Alarmstufe Eins. Eine Stützpunktbesatzung im Kampf gegen sowjetische Truppen und Partisanen
191. Heinrich H. Berning: Tiger vor Caen. Schwere Panzerabteilung 501 an der Normandiefront
192. G. H. Rudolf: Abgeschossen über Lüttich. Sieg und Untergang der deutschen Luftwaffe im Westen
193. Joh. Schulz: Todesflottille. Kampf und Untergang der 10. T.-Flottille
194. Peter Dux: "Wintergewitter" und "Donnerschlag". Der vergebliche Vorstoss deutscher Panzer zur Befreiung der eingeschlossenen 6. Armee
195. Joh. Schulz: Die verlorene Armee. Das Ende des Deutschen Afrikakorps
196. Gerhard H. Rudolf: Vier in einer Do 17
197. Helmut Lorenz: Geleitzugschlacht. Die deutsche U-Bootwaffe in den ersten Kriegsjahren
198. Benno Wagram: Tundra – Weisse Hölle. Luftkämpfe über dem Eismeer
199. Peter Dux: Armee im Kessel. Die Einkreisung der 1. Panzerarmee zwischen Bug und Dnjestr im März 1944
200. Joh. Schulz: Gesunken vor Someri. Sowjetische Land, See- und Luftstreitkräfte kämpfen um eine finnische Insel in der Ostsee
201. Peter Paus: Unternehmen "Schlittenhund". Deutsche und alliierte Soldaten im Kampf um Sizilien
202. Joh. Schulz: Sechs Jahre U-Boot-Krieg. Chronik einer Waffe

## Sonderbände
Zusätzlich zu den obigen Ausgaben erschienen als "Soldatengeschichten – Sonderband" zwischen 1958 und 1961 47 weitere Hefte.